# 646626 Valentingrigore
646626 Valentingrigore è un asteroide della fascia principale. Scoperto nel 2008, presenta un'orbita caratterizzata da un semiasse maggiore pari a 3,093250 UA e da un'eccentricità di 0,160720, inclinata di 9,581994° rispetto all'eclittica.